# Pskegdemus
Pskegdemus (Močvarna žena, Swamp Woman), U folkloru Indijanaca Wabanaki, Penobscot, Malécite i Passamaquoddy, Močvarna žena je ženski duh koji živi u močvarama i ispušta žalostan plač. Svatko tko pokuša slijediti zvuk njezina plača bit će izgubljen u močvari i ubijen. Nije poznata ni jedna potpuna priča o Ženi iz močvare -- ona je prvenstveno bila bauk koji je plašio djecu da ne zalutaju u močvaru. Prema nekim pričama, Žena iz močvare bila je više zlonamjerno stvorenje, koje je namjerno mamilo djecu u smrt iz inata ili kako bi ih mogla pojesti. Prema drugim ljudima, Žena iz močvare bila je tragičnija figura: duh žene bez djece koja iz istinske usamljenosti doziva djecu samo da bi umrla kad bi ih njezine sablasne ruke dotakle. U svakom slučaju, Žena iz močvare manje je mitološki lik nego roditeljski podsjetnik Wabanakija da nikad nije dobra ideja igrati se u močvari, osobito kad padne mrak.
Ostasli nazivi za nju su P-Skig-Demo-Os, Mskagwdemos, Meskagkwedemos, M-ska-gwe-demoos, Maski-mon-gwe-zo-os, Sqewtomuhs, Skwakowtemus, Skwakewtemus, Skwakcwtemus, Squaw-oc-t'moos, Squeao-ta-mos.